# Torre del Reloj (Lastres)

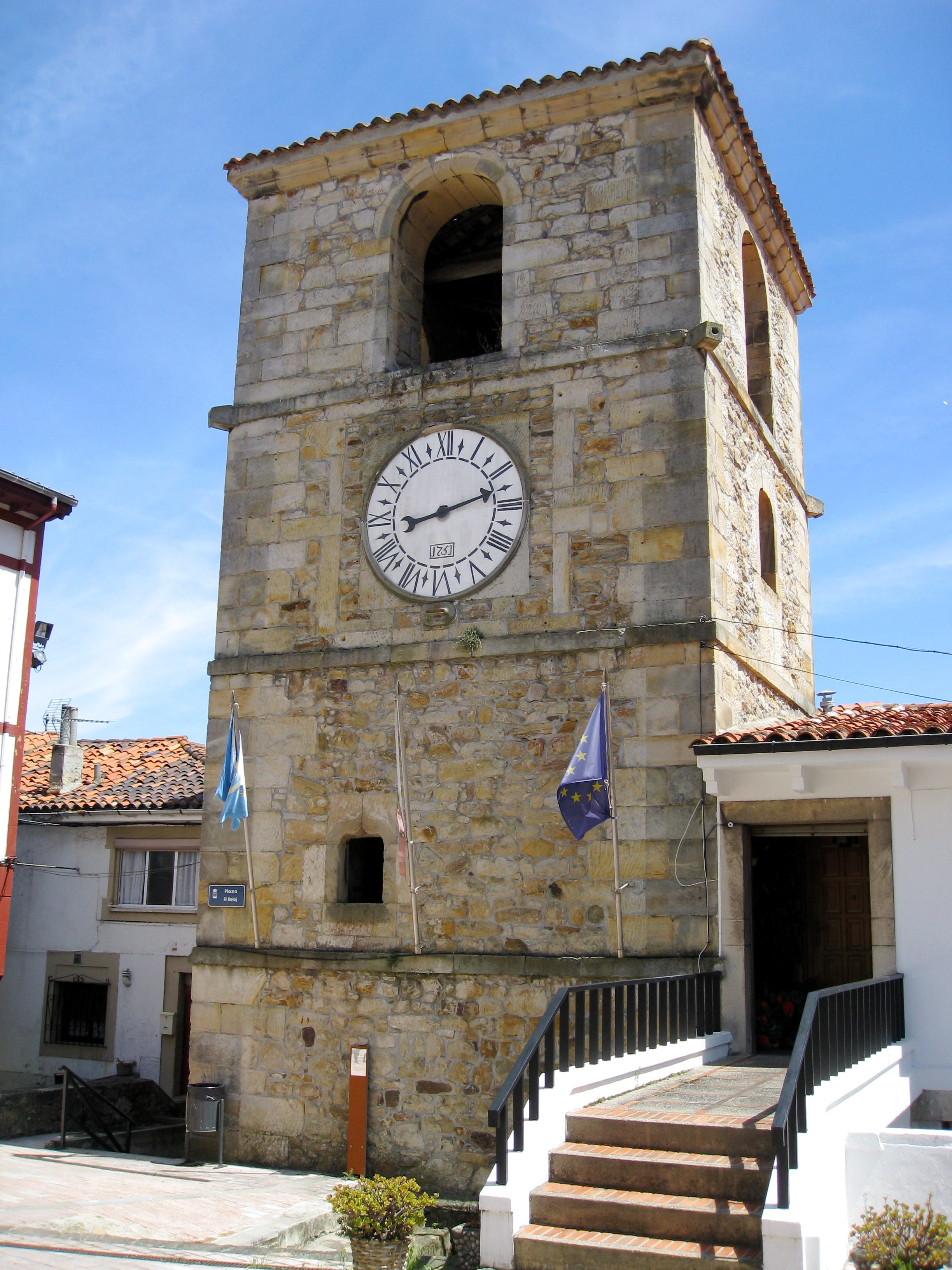
Torre del Reloj.

La torre del Reloj está situada en la localidad asturiana de Lastres, en el concejo de Colunga.
La instalación de la torre se inicia en el siglo XV para el control y vigilancia del puerto de Lastres. En 1751 se realiza la remodelación del edificio que le da su aspecto actual y se le añade el reloj. Es de planta cuadrada y cuatro pisos de altura.
El reloj es de pesas con campana de repetición con esfera en números romanos y con aguja de único brazo.
- Datos: Q6150674